# ثقافة الولايات المتحدة

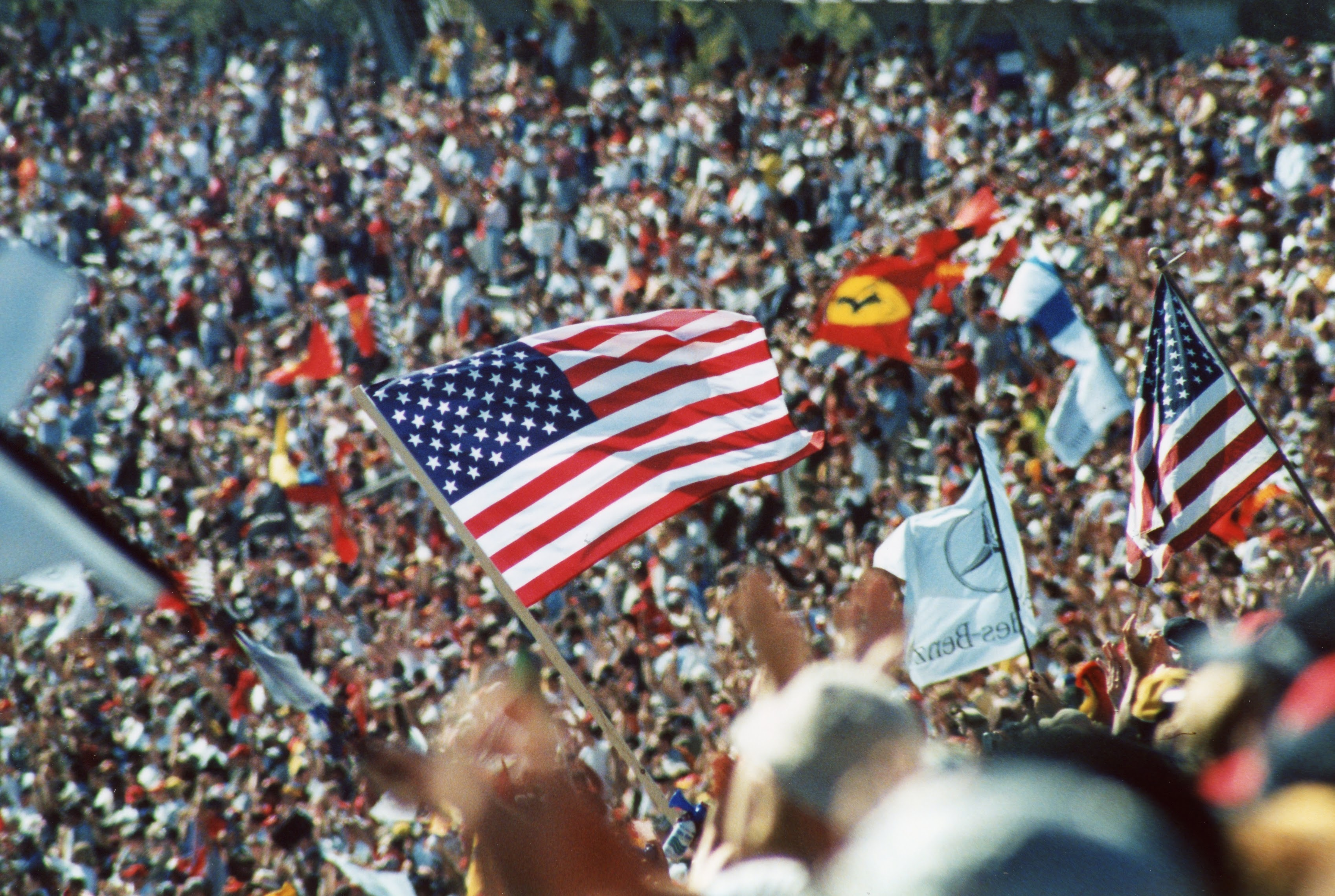
الحشود المتحمسة في تسيير افتتاحية سباق الجائزة الكبرى للولايات المتحدة في إنديانابوليس

شهد تطوير ثقافة الولايات المتحدة عناصر تتألف من التاريخ، والعطلات، والرياضة، والدين، والمطبخ، والأدب، والشعر، والموسيقى، والرقص، والفنون المرئية، والسينما، والهندسة المعمارية فضلًا عن تآلف بين مصدريين قويين للإلهام: المثل الأوروبية، وخاصًة الإنجليزية منها، والأصالة المحلية.
وتشمل الثقافة الأمريكية التقاليد والمثل والعادات والمعتقدات والقيم والفنون والابتكارات التي تم تطويرها محليا والمكتسبة عن طريق الاستعمار والهجرة. كما تشمل الأفكار والمثل العليا السائدة في القارة الأوروبية مثل الديمقراطية، وأشكال مختلفة من التوحيد، والحريات المدنية بالإضافة إلى تلك التي تطورت محليا مثل الأعياد الوطنية الهامة، والرياضة الأمريكية الفريدة، والتقاليد العسكرية العظيمة، والابتكارات الفنية والترفيهية، والشعور بالفخر الوطني بين السكان.
وتضم كلا من عناصر المحافظين والليبراليين والمنافسة العسكرية والعلمية، والهياكل السياسية، وحرية التعبير، والعناصر المادية والمعنوية.
بالإضافة إلى العناصر المكتسبة من الأمريكيين الأصليين، وغيرها من الثقافات الفرعية؛ ومن أبرزها الثقافة الأمريكية الأفريقية وأمريكا اللاتينية. وتم تصدير العديد من العناصر الثقافية، وخاصة الشعبية منها عبر العالم من خلال وسائل الإعلام، ولكن ظل عددا قليلا من العناصر الثقافية حكرا على أمريكا الشمالية.

## اللغات
بالإضافة إلى أكثر من ثلثي سكان الكرة الأرضية الذين يتحدثون الإنجليزية[بحاجة لمصدر]، تعد الولايات المتحدة ثاني دولة من حيث عدد السكان تتحدث الإنجليزية في العالم (بعد الهند).على الرغم من انه لا يوجد لغة رسمية للبلاد على المستوى الفيدرالي، أصدرت ثلاثون ولاية تشريعات لتجعل اللغة الإنجليزية اللغة الرسمية.
وبالإضافة إلى ذلك، هناك أيضا عددا لا بأس به من السكان المتحدثين باللغة الأسبانية، وهم يعيشون في الولايات الحدودية مع المكسيك، وفي ولاية فلوريدا، إلينوي، ونيويورك، وغيرها. وهناك عدد من السكان الذين يتحدثون اللغتين الإنكليزية والأسبانية ولكنهم يختلفون في اللهجة التي يتحدثون بها وفقا لسياق الحوار—ويشير البعض إلى هذه الظاهرة بسبنجليش.
كما يتحدث البعض اللغة الفرنسية في أجزاء من لويزيانا. ونجد بعض اللغات الأمريكية الوطنية مثل النافاجو في أجزاء من ولاية أريزونا ونيو مكسيكو، فضلا عن العديد من لغات الشعوب الأصلية الأخرى التي تستخدم في بعض الأماكن الهندية المتحفظة والمناسبات الثقافية الوطنية (فرحة أسرى الحرب). بالإضافة إلى العديد من اللغات القليلة التي يستخدمها السكان المهاجرين.
وتستخدم لغة هاواي كلغة رسمية إلى جانب الإنجليزية في ولاية هاواي.
وتشمل اللغة الإنجليزية الأمريكية العديد من الكلمات المستعارة من الأوروبيين، والهنود، واللغات الآسيوية والأفريقية التي دخلت على اللغة الإنجليزية الأمريكية.

## الأدب
خلال القرنين الثامن عشر وأوائل القرن التاسع عشر، اقتبس الفن والأدب الأمريكي الكثير من أوروبا. وصنع كتّاب أدباء مثل ناثانييل هاوثورن، وإدغار ألان بو، وهنري ديفيد ثورو صوتا أدبيا أمريكيا مميزا بحلول منتصف القرن التاسع عشر. واشتهر كل من مارك توين، والشاعر والت ويتمان في النصف الثاني من القرن؛ بالإضافة إلى اميلي ديكينسون، والتي كانت مغمورة أثناء حياتها. فاز إحدى عشرة مواطن أمريكي بجائزة نوبل في الأدب، وكان آخرهم توني موريسون في عام 1993. ويعتبر إرنست همنغواي، الحائز على جائزة نوبل عام 1954، واحدا من أهم كتاب القرن العشرين. اقتبست بعض الأعمال على الجوانب والصفات الأساسية للتجربة الوطنية مثل: موبي - ديك (1851) لهيرمان ميلفيل، ومغامرات التوت الفنلندي (1885) لتواين، وغاتسبي العظيم (1925) لسكوت فيتزجيرالد. ويمكن أن يطلق علي تلك الأعمال اسم «الرواية الأميركية العظيمة». كما ظهرت الأنواع الأدبية الشعبية مثل الغربية وروايات الجريمة الولايات المتحدة.

## الإيمان

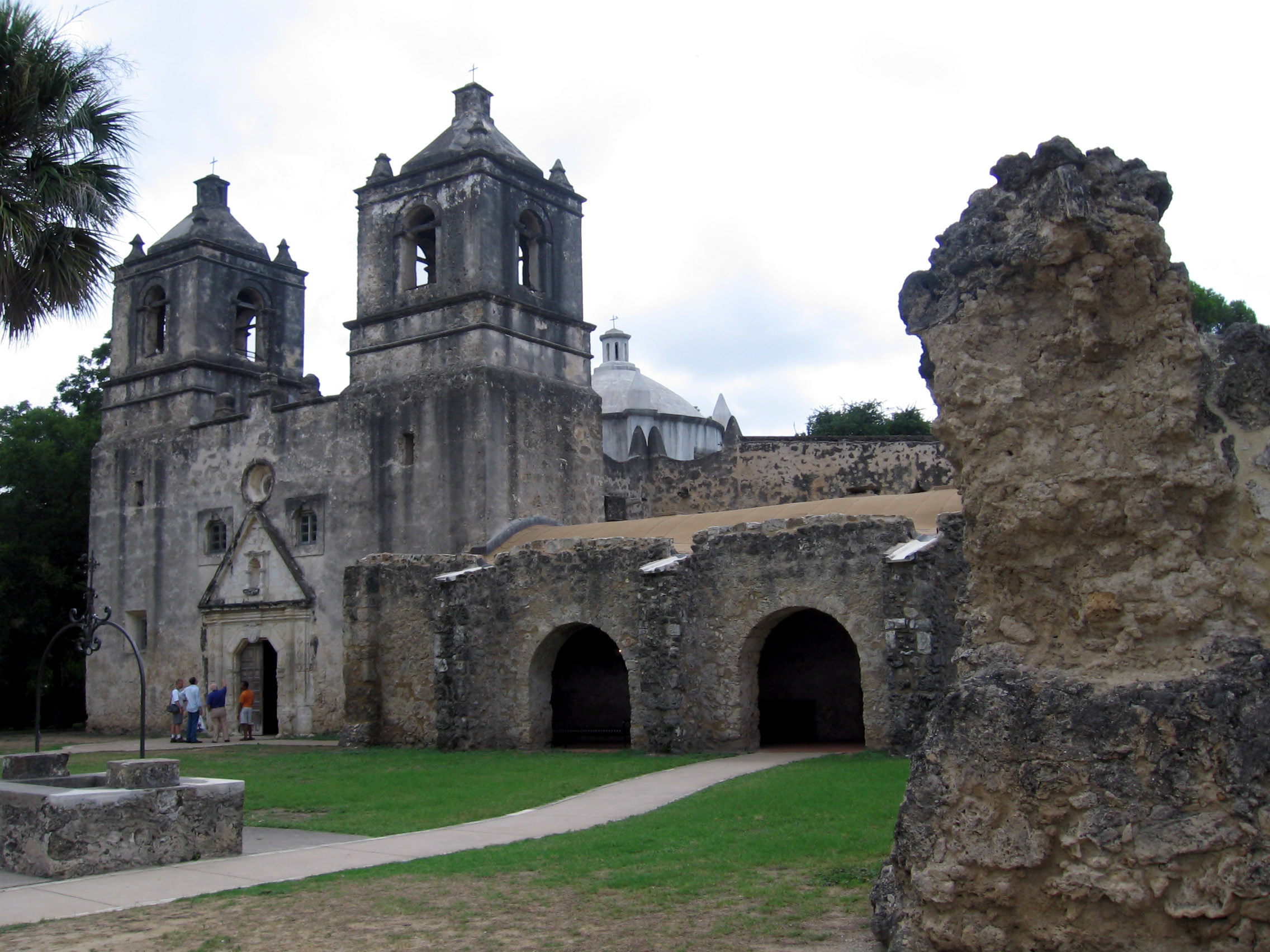
تعد بعثة نويستا سينورا واحدة من البعثات الاستعمارية الأسبانية الباقية حتى الآن في الولايات المتحدة. كان يستخدم ذلك في تحويل الهنود الي الكاثوليكية.

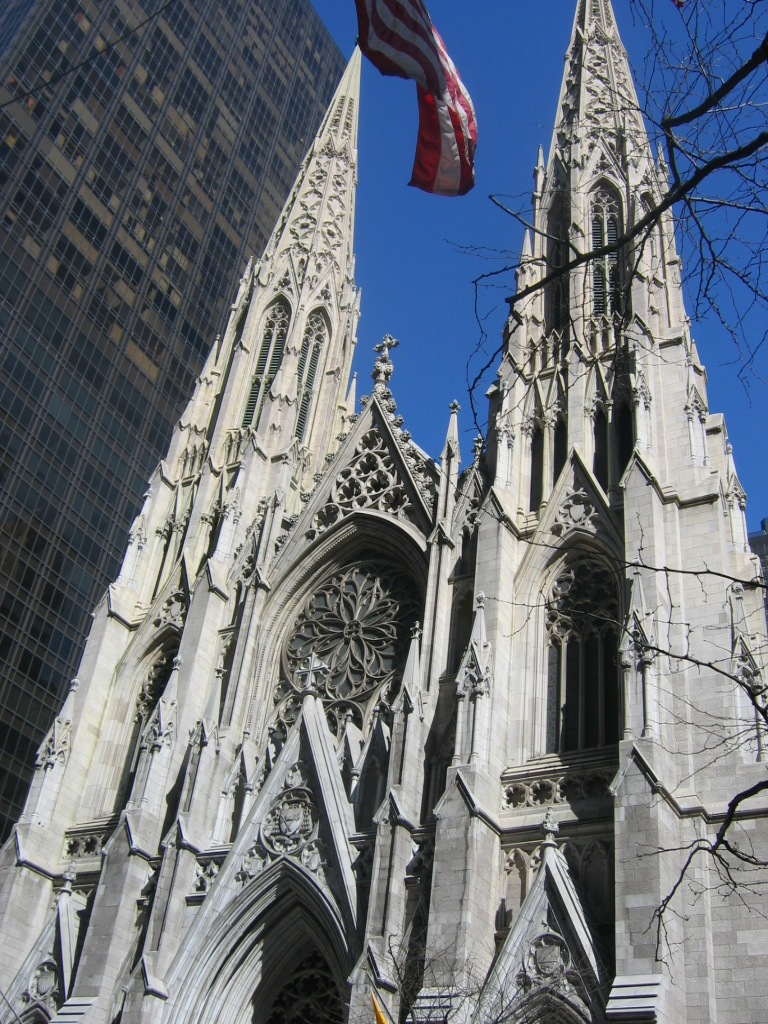
تقع كاتدرائية سانت باتريك في روكفلر بلازا في نيويورك، ويحيط بها ناطحات سحاب حديثة.

تعد الولايات المتحدة من أكثر الدول المتقدمة تدينًا من حيث تركيبتها السكانية. ووفقا لدراسة أجرتها مؤسسة بيو جلوبال اتيتيود بروجيكت عام 2002، فإن الولايات المتحدة هي الدولة المتقدمة الوحيدة التي أقر غالبية مواطنيها بأن الدين يلعب دورا «مهما» في حياتهم، وهي تشبه بلدان أمريكا اللاتينية في ذلك.
أقيمت العديد من المستعمرات الثلاثة عشر من قبل المستوطنين الإنجليز والأيرلنديين الذين أرادوا ممارسة شعائرهم الدينية دون تمييز أو اضطهاد، أو اعتبارهم متطرفين دينيا في أوروبا: أنشأ الكويكرز بنسلفانيا، وأقام الرومان الكاثوليك ميريلاند، وأنشأ البروتستانت مستعمرة خليج ماساشوستس. وكان لتسعة من المستعمرات الثلاثة عشر دينا رسميا.ومع اتفاقية فيلادلفيا عام 1787، أصبحت الولايات المتحدة أول بلد في العالم تمنح حرية الدين من خلال الفصل بين الكنيسة والدولة.
وعلى غرار القوانين الدينية للنظام الأساسي للحرية الدينية بفرجينيا، رفض واضعو دستور الولايات المتحدة الأمريكية القيام باختبارات دينية من أجل التوظيف، كما أنكر التعديل الأول سلطة الحكومة المركزية لسن أي قانون بخصوص أي منشأة دينية، أو حظر حرية ممارسة الشرائع الدينية بها. وفي العقود التالية، أدت الروح النشيطة للدستور إلى إلغاء الديانات الرسمية داخل الولايات. تأثر المؤسسين بالعلمانية، وأفكار التنوير، ولكنهم أخذوا في الاعتبار أيضا مخاوف بعض الأقليات الدينية الذين لا يريدون أن يكونوا تحت سلطة أو نفوذ دين آخر لا يمثلهم. وصرح توماس جيفرسون، مؤلف إعلان الاستقلال قائلا: «كان الكاهن معاديا للحرية. وهو دائم التحالف مع المستبد».

### الإحصاءات الدينية بالنسبة للولايات المتحدة
وتعد المعلومات التالية تقديرية حيث أن الإحصاءات تتفاوت باستمرار. ما يلي ترتيب الأفضليات الدينية في الولايات المتحدة وفقا لوكالة المخابرات المركزية:
- المسيحية: (78.5%)
  - البروتستانت (51.3%)
  - الكاثوليك (23.9%)
  - المورمون (1.7%٪)
  - طوائف مسيحية أخرى (1.6%)
- مستقلين (تشمل ملحدون، لادينيون) (12.1%)
- لا شيء (4%)
- غير محدد (2.5%)
- اليهود (1.7%)
- البوذيون (0.7%)
- المسلمون (0.6%)

## الأعياد الوطنية

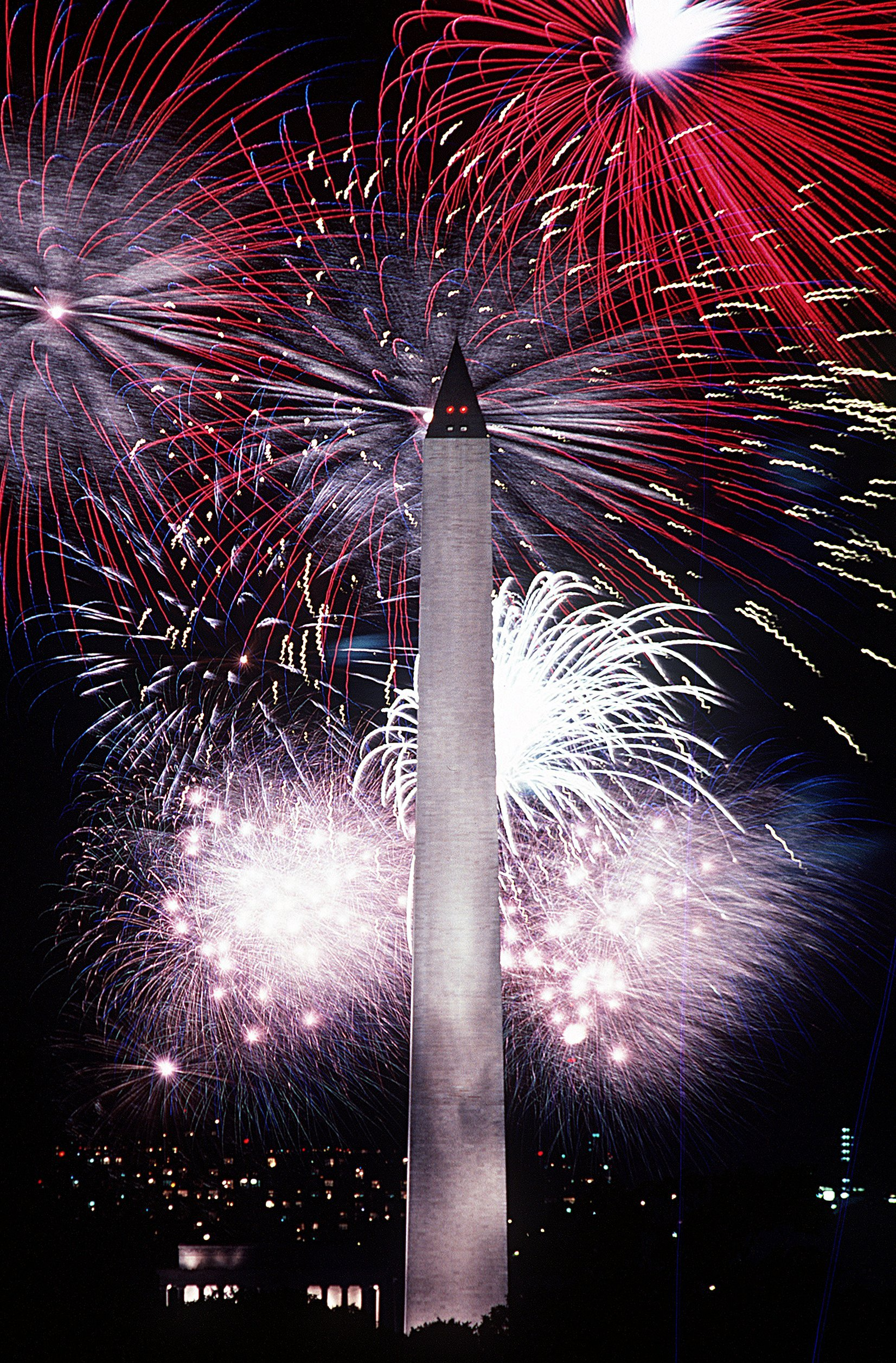
الألعاب النارية تضيء سماء واشنطن. يطلق الاميركيون النار والألعاب النارية ليلًا في الرابع من يوليو.

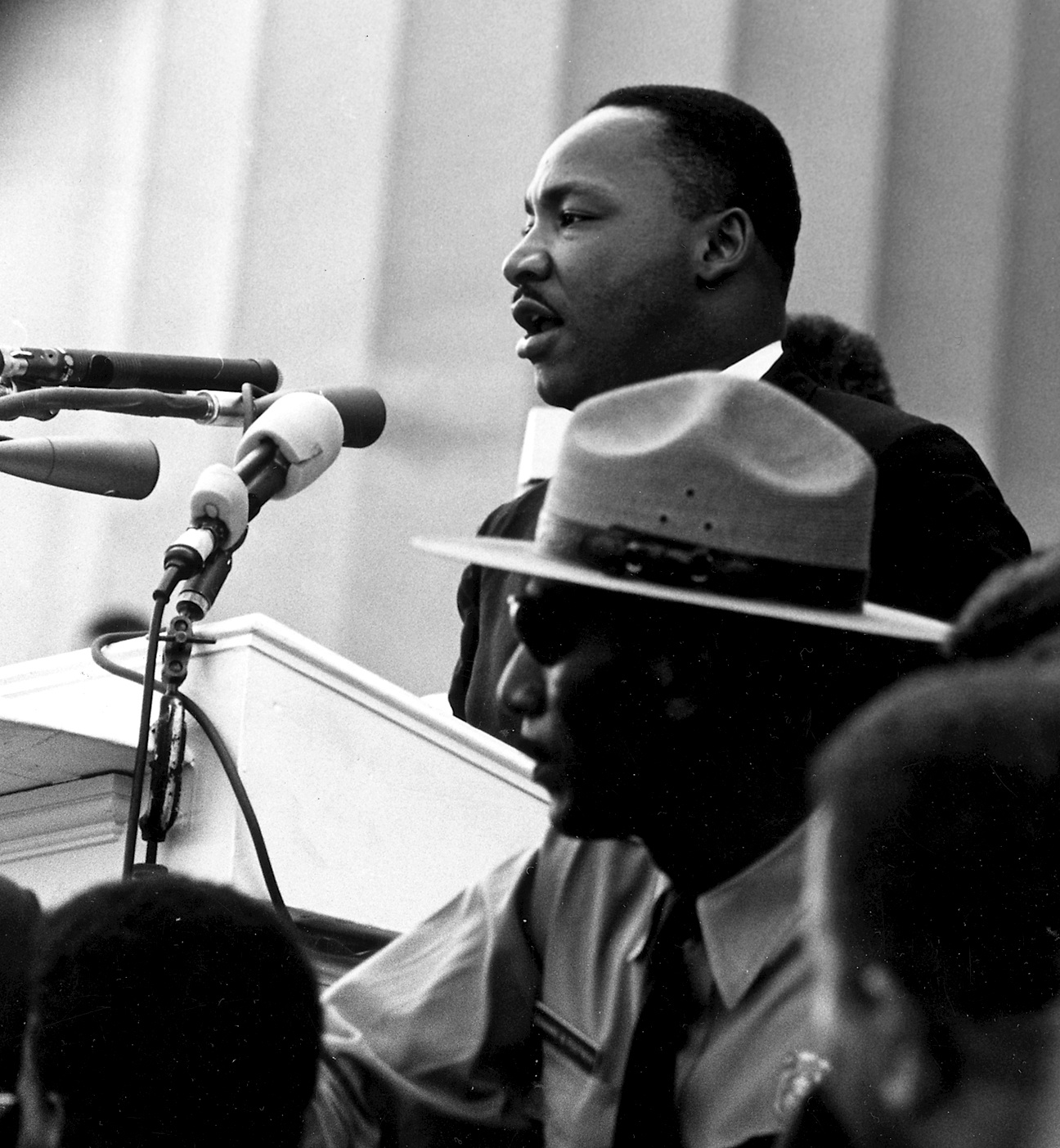
يعتبر يوم مارتن لوثر كينغ ذكرى الدكتور كينغ، الذي يعد قائد حركة الحقوق المدنية. صورة لدكتور كينغ وهو يلقى خطابه "لدي حلم".

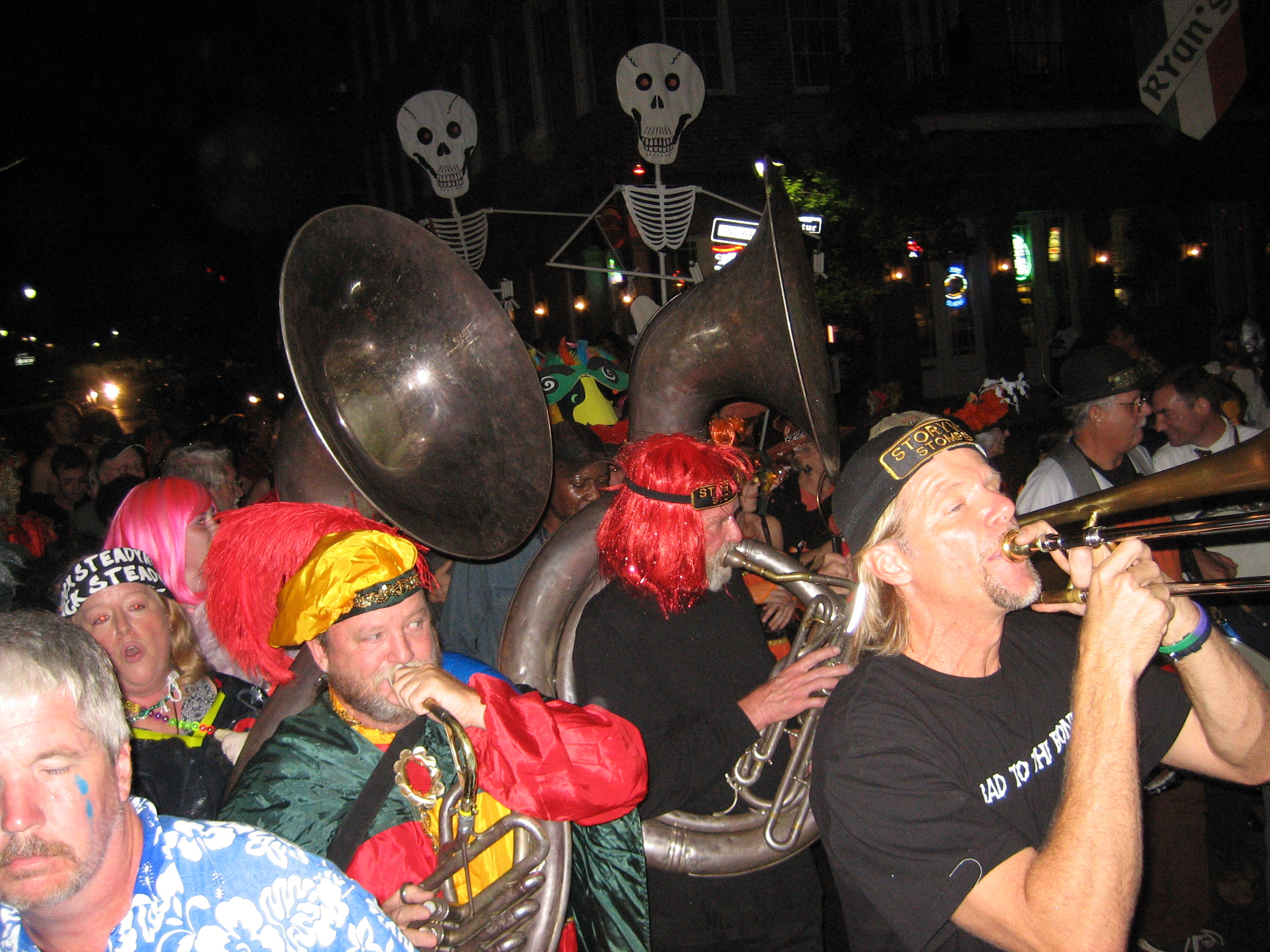
عيد الهالوين من التقاليد المشهورة في الولايات المتحدة. وهو يتطلب ارتداء ملابس وأزياء مخيفة وغريبة.

تحتفل الولايات المتحدة بالأعياد المستمدة من الأحداث الهامة من تاريخ الولايات المتحدة، والتقاليد الدينية.
جاء عيد الشكر نتيجة الاستعمار، وأصبح من العطلات الأمريكية التقليدية التي نتجت من شكر الحجاج الإنجليز لله على الرفاهية التي يعيشوها. ويحتفل بعيد الشكر باعتباره تجمع عائلي لتناول وليمة كبيرة بعد الظهر. وأدى الاستعمار الأوروبي إلى الاحتفال بالكثير من الأعياد المسيحية التقليدية مثل عيد القيامة المعروف بعيد الفصح أيضًا، والصوم الكبير، وسانت باتريك، وعيد الميلاد، على الرغم من أنه يتم الاحتفال بها في شكل علماني هذه الأيام.
ويحتفل يوم الاستقلال (والمعروف بالرابع من يوليو) بذكرى إعلان استقلال البلاد عن المملكة المتحدة البريطانية العظمى. ويتم الاحتفاء به من خلال مسيرات على مدار اليوم، بالإضافة إلى إطلاق الألعاب النارية في الليل.
ويعتقد أن عيد الهالوين ظهر من مهرجان سوين القديم في سلتيك، والذي ظهر في المستعمرات الأميركية من قبل المستوطنين الأيرلنديين. وقد تحول إلى عيد يحتفل به الأطفال والمراهقين الذين يتنكرون في ملابس تقليدية ويذهبون من منزل إلى منزل قائلين «الخديعة أو العلاج» في مقابل الحلوى. كما أنه أدى إل التركيز على الأساطير المدنية والأفلام الغريبة والمخيفة.
واشتهر ماردي غرا، والذي استمد من التقاليد الكاثوليكية للكرنفال في نيو اورليانز، وسانت لويس، وموبايل ألاباما، فضلًا عن العديد من المدن الأخرى. ولا تزال ولاية تكساس تحتفل بذكرى استقلالها عن المكسيك.
الأعياد المعترف بها فيديراليًا:
| التاريخ                                         | الاسم الرسمي              | ملاحظات |
| ----------------------------------------------- | ------------------------- | --- |
| 1 يناير                                         | عيد رأس السنة             | يحتفل ببداية التقويم الميلادي. وتشمل الاحتفالات العد إلى منتصف الليل (12:00 صباحا) في الليلة السابقة لليلة رأس السنة. وهي النهاية التقليدية لموسم العطلات. |
| الاثنين الثالث من كانون الثاني / يناير          | عيد ميلاد مارتن لوثر كينغ | تكريم مارتن لوثر كينغ، زعيم الحقوق المدنية الذي ولد في 15 يناير عام 1929 ؛ مجتمعة مع غيرها من العطلات في عدة ولايات. |
| 20 يناير، وهو أول تاريخ بعد الانتخابات الرئاسية | يوم الافتتاح              | يحتفل به موظفو الحكومة الاتحادية فقط في واشنطن العاصمة، والمقاطعات الحدودية لميريلاند وفيرجينيا، وذلك لتخفيف الازدحام الذي ينتج عن هذا الحدث الكبير. ذكرى أداء رئيس الولايات المتحدة ونائب رئيس الولايات المتحدة الأمريكية لليمين. يحتفل به كل أربع سنوات. ملاحظة : يحتفل به في 21 يناير إذا كان العشرون من يناير يوم أحد (على الرغم من أن الرئيس قد يحتفى به في اليوم العشرين بشكل خاص). إذا صادف يوم الافتتاح يوم السبت أو الأحد، لا يعد يوم الجمعة السابق له أو يوم الإثنين التالى يوم عطلة فيدرالية. |
| الاثنين الثالث من شهر فبراير                    | عيد ميلاد واشنطن          | أعلن عيد ميلاد واشنطن أول مرة كعطلة رسمية عن طريق مرسوم صدر من الكونغرس عام 1879. ثم غير قانون الإجازات الموحدة عام 1968 تاريخ ذكرى عيد ميلاد واشنطن من 22 فبراير إلى ثالث اثنين من شباط / فبراير. يطلق كثير من الناس على هذا اليوم "عيد الرؤساء"، ويعتبرونه يوم لتكريم جميع رؤساء الولايات المتحدة. ومع ذلك، لم يغير قانون الإجازات الموحدة أو أي قانون اسم عطلة عيد ميلاد واشنطن إلى عيد الرؤساء. |
| الاثنين الأخير من أيار / مايو                   | يوم الذكرى                | يكرم قتلى الحرب الأهلية وما بعدها؛ ويعتبر البداية غير الرسمية لموسم الصيف. (ويكون عادة يوم ال30 من مايو، وتحول عن طريق قانون الإجازات الموحدة عام 1968) |
| 4 يوليو                                         | عيد الاستقلال             | يحتفل بعيد إعلان الاستقلال، كما يطلق عليه الرابع من يوليو. |
| الإثنين الأول من أيلول / سبتمبر                 | عيد العمال                | يحتفل بإنجازات العمال والحركة العمالية؛ ويعتبر النهاية غير الرسمية لموسم الصيف. |
| الاثنين الثاني من تشرين الأول / أكتوبر          | يوم كولومبوس              | يكرم كريستوفر كولومبوس، مكتشف الأمريكتين. ويعد في بعض المناطق أيضا احتفالا بالثقافة والتراث الإيطالي. (عادة يوم 12 أكتوبر)، والذي كان يحتفل بيوم التراث الهندي الأمريكي وعيد الأخوة في ولاية ألاباما؛ كما يحتفل بيوم أمريكا الأصلية في ولاية ساوث داكوتا. في هاواي، يتم الاحتفال بيوم المكتشفين، وهي ليست عطلة رسمية للدولة. |
| 11 نوفمبر                                       | يوم المحاربين القدامى     | يكرم قدامى المحاربين في القوات المسلحة الأمريكية. هي لحظة صمت في الساعة 11:00 صباحا لذكرى الذين قتلوا في الحرب. (يحيي ذكرى هدنة عام 1918، والتي بدأت "في الساعة الحادية عشرة من اليوم الحادي عشر من الشهر الحادي عشر".) |
| رابع خميس من تشرين الثاني / نوفمبر              | عيد الشكر                 | يحتفل بتقديم الشكر لموسم الحصاد في الخريف. ويشمل أكل عشاء تركي، وهو بداية موسم العطلات. |
| 25 ديسمبر                                       | عيد الميلاد               | يحتفل بعيد ميلاد السيد المسيح. يقوم البعض بتقديم الهدايا وقدوم بابا نويل وتزيين شجرة عيد الميلاد، وتشمل إجتماعات عائلية حول مائدة عشاء عيد الميلاد. |

- جدول العطل الرسمية من مكتب إدارة شؤون الموظفين بالولايات المتحدة.

## المطبخ
تتشابه فنون الطهي الأمريكية مع البلدان الغربية. ويعد القمح من الحبوب الأساسية. يستخدم المطبخ الأمريكي التقليدي مكونات مثل الديك الرومي، والغزال ذو الذيل الأبيض، والبطاطس، والبطاطا، والذرة، والقرع، وشراب القيقب، والمواد الغذائية التي يستخدمها الهنود الحمر والمستوطنون الأوروبيون الأوائل. ويعد لحم الخنزير المطهي ببطء واللحم البقري المشوي، وكعكة سرطان البحر، ورقائق البطاطس، ورقاقة كعكة الشوكولاتة من الأكلات الأمريكية المميزة. ويشتهر غذاء الروح الذي أدخله العبيد الأفارقة في مختلف أنحاء الجنوب، وبين كثير من الأمريكيين الأفريقيين. ويعد المطبخ المختلط مثل لويزيانا بالكريولية، وكاجون، وتكس - مكس من الاكلات الإقليمية المهمة.كما جاءت الأطباق الأمريكية المميزة مثل فطيرة التفاح، والدجاج المقلي، والبيتزا، والهمبرغر، والنقانق من ابتكارات محلية، ووصفات مختلفة من قبل المهاجرين. بالإإضافة إلى ما يسمى بالبطاطس المقلية، والأطباق المكسيكية مثل بوريتوس وتاكو، وأطباق المعكرونة المأخوذة من مصادر إيطالية. يفضل الاميركيون الشاي عن القهوة، فأكثر من نصف السكان البالغين يشربون كوب واحد على الأقل يوميا. وعلى مسئولي التسويق بالولايات المتحدة تصنيع عصير البرتقال والحليب خالى الدسم وتوفيره في كل مكان من ضمن مشروبات الالإطار. وخلال الثمانينيات والتسعينيات، زاد حصول الاميركيين على السعرات الحرارية بنسبة 24%،  بسبب كثرة تناول الوجبات السريعة وهو ما يطلق عليه مسؤولو الصحة الاميركية «وباء السمنة». بالإضافة إلى المشروبات الغازية التي لها شعبية كبيرة؛ وتمثل المشروبات ذات نسبة عالية من السكريات 9 في المائة من متوسط جرعة الاميركيين من السعرات الحرارية.

## الرياضة

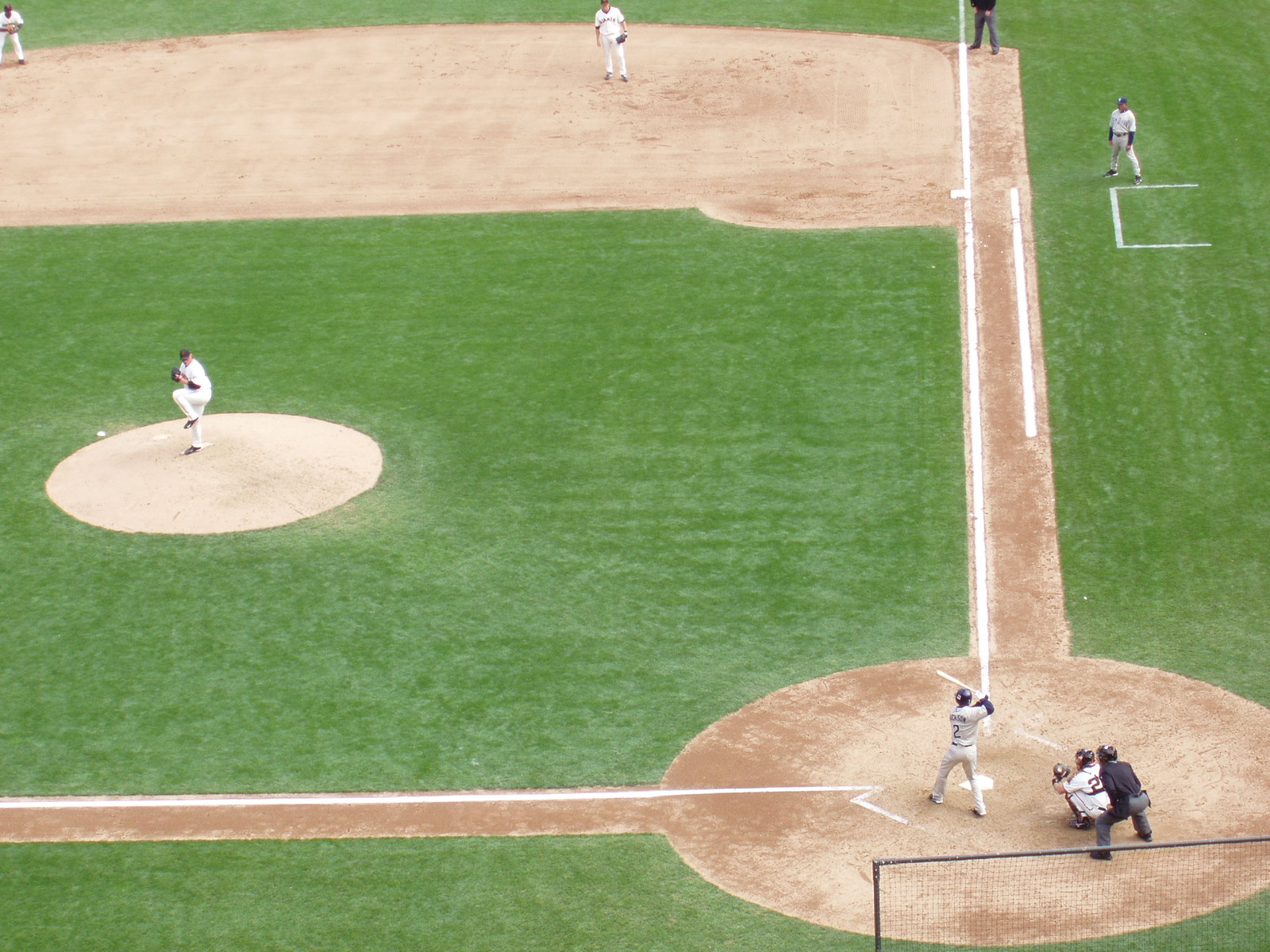
ماسة بيسبول كما تراها في الملعب تضم اللعبة تسع جولات، ويمكن زيادتها في حالة حدوث تعادل

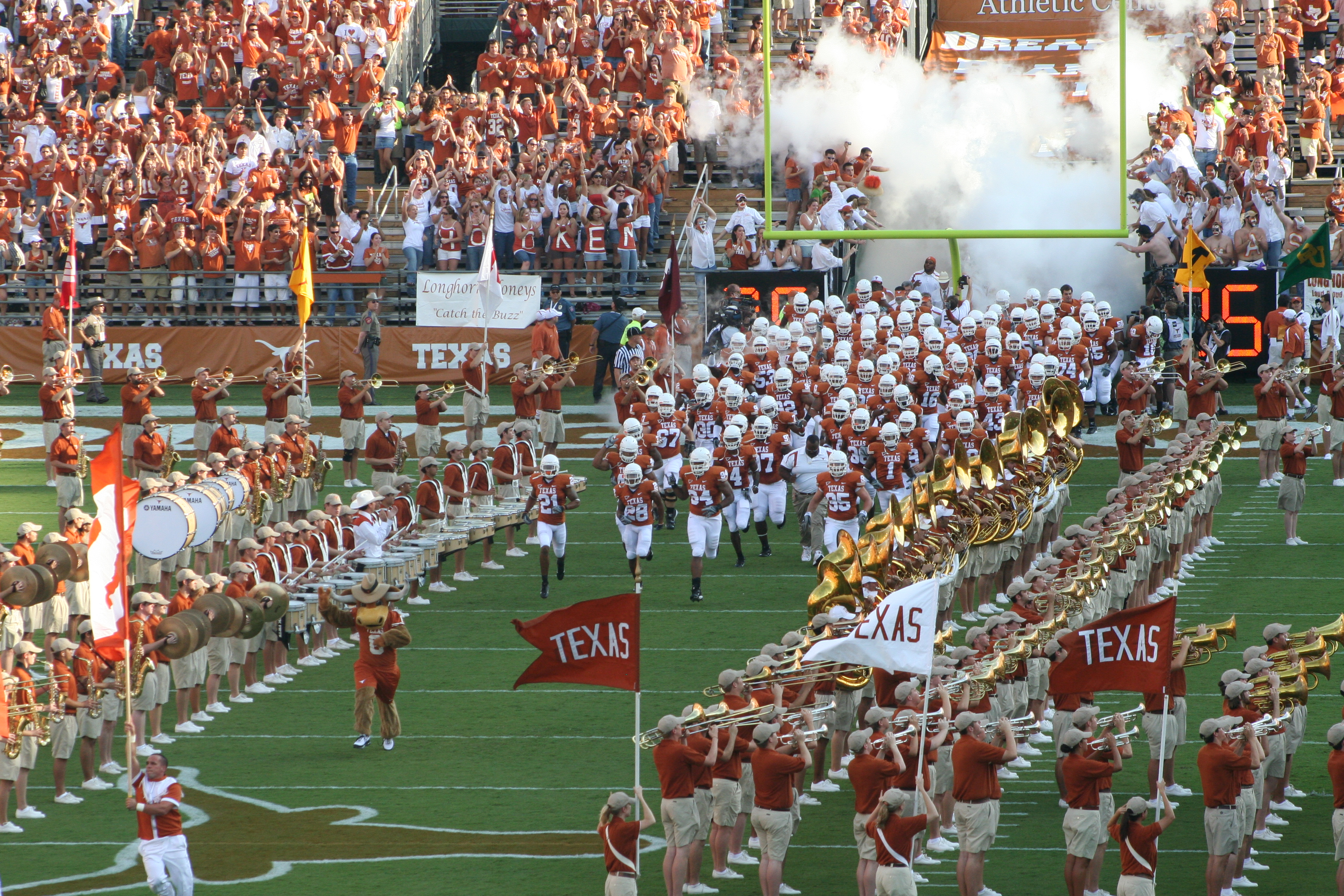
يعتبر افتتاح دورة كرة القدم للكليات جزء هاما من الثقافة الأمريكية.

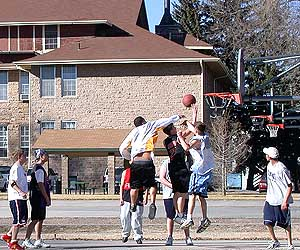
يستمتع الشباب الأمريكي بلعبة كرة السلة، وهي تعتبر ثاني أشهر لعبة في الولايات المتحدة الأمريكية.

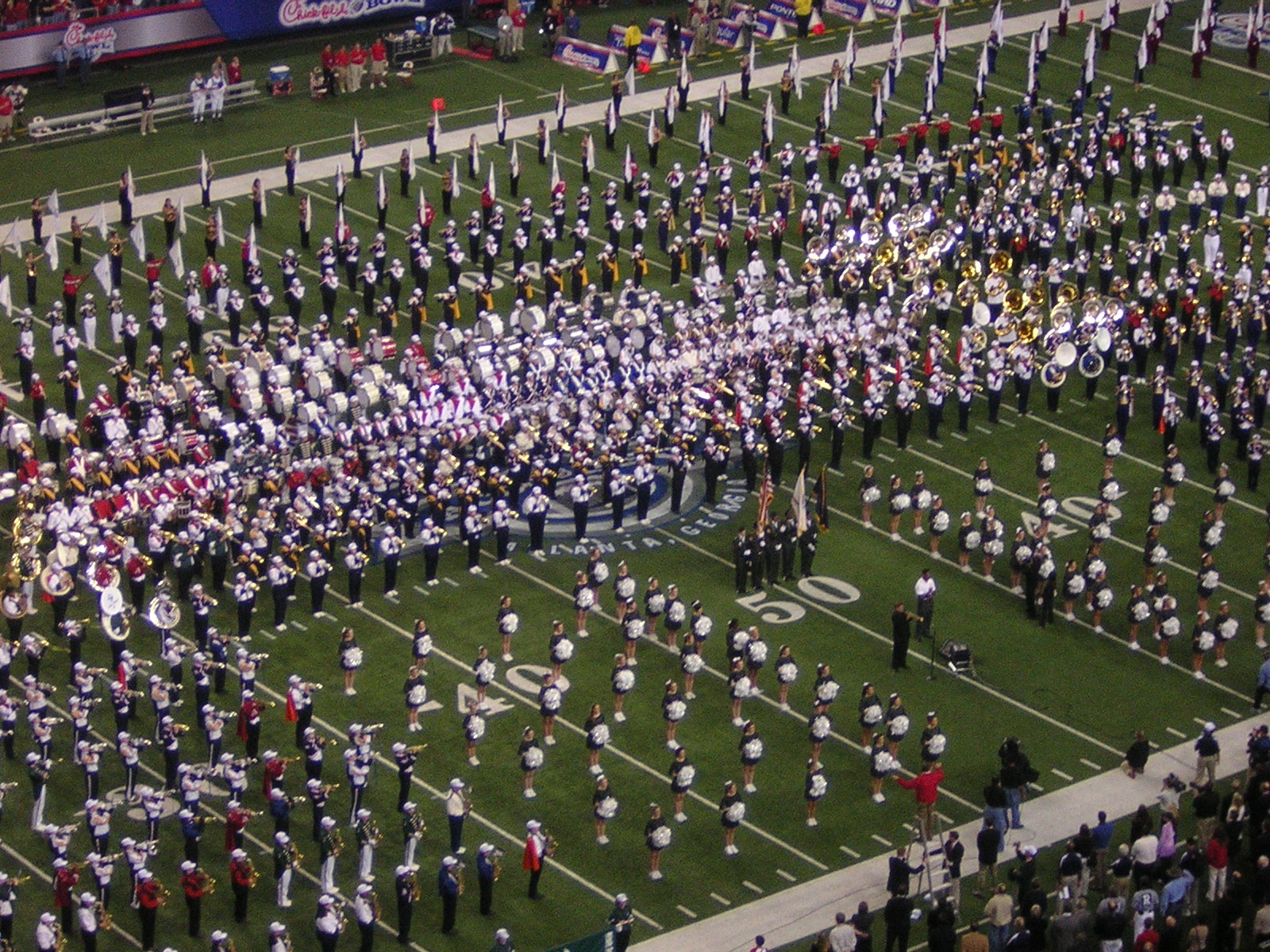
تعد الفرق الموسيقية والعروض الاستعراضية مشهورة جدا أثناء مباريات الكرة القدم وخاصة في الفترة ما بين الشوطين. على الرغم من أن الفرق المدرسية الموسيقية تميل لتكون أصغر عددا، يجب أن يكون هناك فرقة موسيقية لتقوم بعمل عرض بين الشوطين.

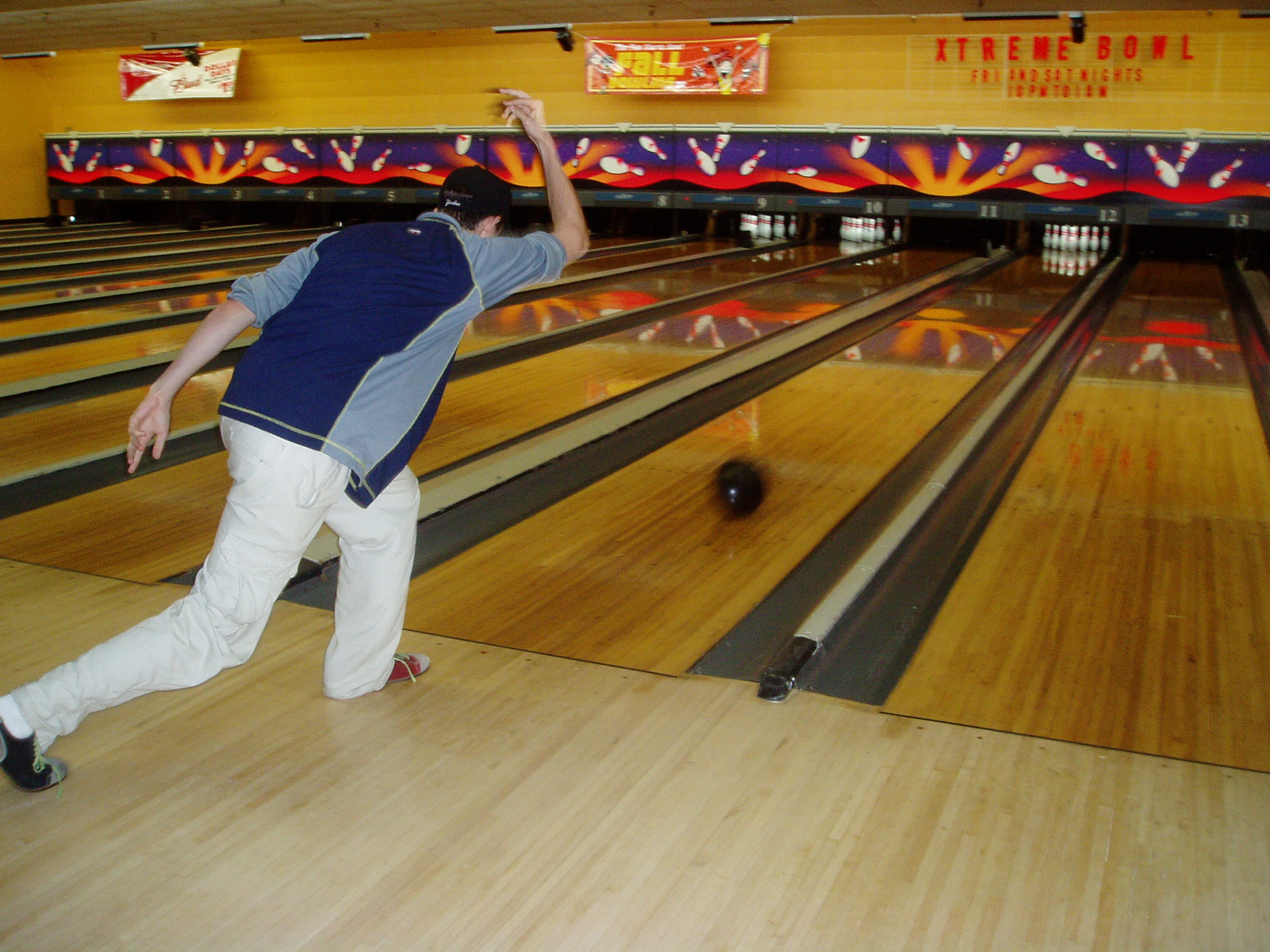
وتعد البولينج من الهوايات الشائعة للأميركيين من مختلف الأعمار.

تعتبر الرياضة جزءا هاما من الثقافة الأميركية في الولايات المتحدة. ومع ذلك، فإن التراث الرياضي للولايات المتحدة يعد فريدا من نوعه مقارنة بالعديد من البلدان الأخرى. تختلف الألعاب الرياضية المفضلة للأمريكان عن أي دولة أخرى في العالم. فعلى سبيل المثال، لا تعد رياضة كرة القدم، الرياضة الأكثر شعبية في العالم، من الرياضات المفضلة في الولايات المتحدة.
ويعد فريق البيسبول من أقدم الفرق الأمريكية. ترجع رياضة البيسبول إلى عام 1869 ولم يكن لديها منافس في شعبيتها حتى الستينيات؛ وعلى الرغم من أن البيسبول لم تعد الرياضة الأكثر شعبية، لا يزال يشار إليها باسم «الهواية الوطنية». وعلى عكس المستويات المهنية وغيرها من الألعاب الرياضية في الولايات المتحدة، يلعب فرق اتحاد البيسبول يوميا تقريبا في الفترة من نيسان / أبريل إلى تشرين الأول / أكتوبر.. وتجذب كرة القدم الأمريكية مشاهدي التلفزيون أكثر من البيسبول، إلا أن فرق الرابطة الوطنية لكرة القدم تلعب 16 مباراة فقط في الموسم كل عام، ولذلك تحقق البيسبول مبيعات أكبر من حيث التذاكر.
وتعد كرة السلة من الألعاب الرئيسية، ويمثلها الرابطة الوطنية لكرة السلة. كما يعتبر معظم الأمريكيين رياضة هوكى الجليد رابع رياضة رئيسية.اكتسبت تلك الرياضة شهرة قوية في أمريكا الجنوبية في السنوات الأخيرة، وأصبحت ركن أساسي في ثقافة منطقة البحيرات الكبرى ونيو انجلاند، حيث قام الاتحاد الوطني للهوكي بنهج سياسة للتوسع.
وتعتبر كرة القدم الأمريكية، والمعروفة بالإنكليزية باسم ملعب كرة القدم، اللعبة الأكثر شعبية في الولايات المتحدة.كما أن ال32 فريق التابعين للإتحاد الوطني لكرة القدم هم أكثر الفرق شعبية وهي الفرق الوحيدة التابعة للدوري الاميركي لكرة القدم. وتعد بطولة السوبر باول هي أكبر حدث رياضي سنوي يعقد في الولايات المتحدة.ويشاهد ملايين آخرون مباريات كرة القدم التي تقام في الكليات خلال أشهر الخريف، وفي بعض المجتمعات، ولا سيما في المناطق الريفية، مما يضفى أهمية كبيرة لفرقهم المدرسية المحلية.وتشمل مباريات كرة القدم الأمريكية عروض هتافية وفرق موسيقية لرفع الروح المعنوية المدرسية وتسلية الجمهور في وقت الراحة بين الشوطين.
اخترع جيمس نيسميث، مدرس تربية رياضية من أصل كندي لعبة كرة السلة في سبرينغفيلد بولاية ماساتشوستس عام 1891.وهي تعتبر ثاني أكثر الألعاب شعبية بعد كرة القدم. ومع ذلك، تأتي رياضة كرة السلة في المركز الثالث من حيث الاحتراف بعد كرة القدم والبيسبول.تعتبر الرابطة الوطنية لكرة السلة، والمعروفة باسم ان بي آي، أكثر الروابط شهرة في العالم وهي واحدة من أهم البطولات الرياضية في أمريكا الشمالية.

### الرياضة وثقافة المجتمع
يعد العودة للوطن تقليدا سنويا للولايات المتحدة الأمريكية. يجتمع الناس والمدن والمدارس الثانوية والكليات في أواخر أيلول / سبتمبر أو أوائل تشرين الأول / أكتوبر ليرحبوا بعودة السكان والخريجين القدامى. ويقومون بتقديم وليمة، أو عرض، أو مباراة لكرة القدم الأمريكية أو كرة السلة أو هوكي الجليد. وتختلف الأنشطة بشكل كبير عندما تحتفل المدارس.ومع ذلك، فإنها عادة ما تتكون من مباراة لكرة القدم تقام في ملعب المدرسة، وأنشطة للطلاب والخريجين، وعرض للفرقة الموسيقية والرياضية للمدرسة، ويتم تتويج ملكة الوطن (وفي كثير من المدارس، ملك للوطن).

## العلوم

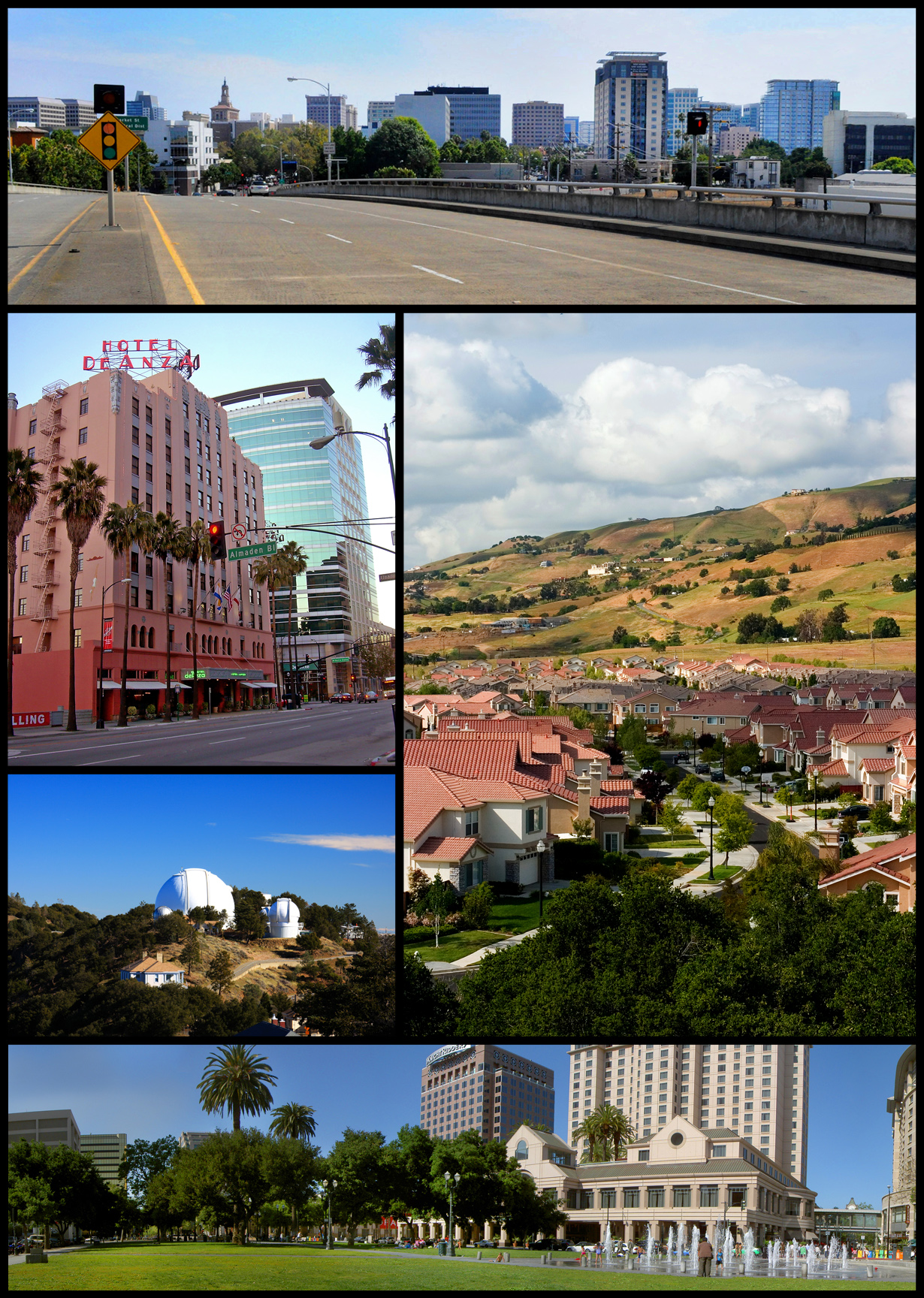
صور مختلفة لمدينة سان جوسيه، عاصمة سيليكون فالي.

هناك ثمة ولع بالتقدم العلمي والابتكار التكنولوجي في الثقافة الاميركية. وتتركز بعض هذه الجهود في وادي السليكون وتعتبر المجالات العلمية مثل الأبحاث النووية، والفضاء ناسا، والأبحاث العسكرية، والتكنولوجيا الحيوية من أقوى المواضيع العلمية. ولا يزال تقدير التقدم العلمي مرتفعا بين صفوف الولايات المتحدة، وهو عنصر من عناصر المنافسة في المدارس الابتدائية.
حققت الثقافة الأمريكية مكاسب علمية مهمة من خلال هجرة العلماء العظماء. فعلى سبيل المثال، كان على العديد من مثقفوا أوروبا أن يهاجروا خلال الحرب العالمية الثانية، هاربين من اضطهاد الفاشية إلى الولايات المتحدة التي كانت واحدة من البلدان الآمنة القليلة.

## الفنون البصرية
في أواخر القرن الثامن عشر وأوائل القرن التاسع عشر، رسم الفنانون الاميركيون المناظر الطبيعية بأسلوب واقعي. ظهرت حركة الحرفة الأمريكية في الريف الأمريكي كرد فعل للثورة الصناعية. وجاءت تطورات الفن الحديث من أوروبا إلى أمريكا من خلال المعارض التي أقيمت في مدينة نيويورك مثل عرض مخزن الأسلحة في عام 1913. أصبحت نيويورك بعد الحرب العالمية الثانية مركز الفن في العالم بدلا من باريس. [بحاجة لمصدر] ويشمل الرسم اليوم في الولايات المتحدة مجموعة كبيرة من الأساليب.

### الهندسة المعمارية
للولايات المتحدة تاريخ معماري يضم مجموعة كبيرة من الأساليب.
تعتبر الولايات المتحدة الأمريكية دولة حديثة العهد، ولم يترك الهنود أي مبان مماثلة للمباني العظيمة الموجودة في المكسيك وبيرو. ولذلك، فإن الموضوع الرئيسي لفن العمارة الأمريكية هو: ناطحات سحاب القرن العشرين التي تعد رمز الحداثة لهذا العصر.
خلال السنوات الأولى للولايات المتحدة كدولة، صاحب مثالية الأب المؤسس لعصر التنوير الأوروبي ظهور الحركة الكلاسيكية الجديدة، مما جعلها الأسلوب المعماري السائد للمباني العامة والضيع الإقطاعية الكبيرة. ولكن في السنوات الأخيرة، جعلت الهجرة الجماعية إلى منطقة الحزام الشمسي الفن المعماري يعكس أسلوبا مميزا.
تختلف أشكال العمارة في الولايات المتحدة إقليميا حيث تشكلت من خلال قوى خارجية متعددة، وليس فقط الإنجليزية. وبالتالي، يمكن القول بأن العمارة الأمريكية انتقائية، وهي تعد مفاجأة هذا المجتمع المتعدد الثقافات.[بحاجة لمصدر]

### النحت
يعكس تاريخ النحت في الولايات المتحدة تأسيس الدولة في القرن الثامن عشر تأثرا بالقيم المدنية للجمهورية الرومانية، والبروتستانتية المسيحية. [بحاجة لمصدر]

## الثقافة الشعبية
عبرت الثقافة الشعبية الأمريكية عن نفسها من خلال جميع الوسائل، بما فيها السينما، والموسيقى، والرياضة.
ساعد كل من الأسماء الآتية: ميكي ماوس، وباربي، والفيس بريسلي، ومادونا، وإيروسميث، وبيب روث، والبيسبول، وكرة القدم الأمريكية، وكرة السلة، وفيلم أحمق الكوميديا، وجي آي جو، والجاز، والبلوز، وهيب هوب وراب، وبيونسيه، وسمبسنز، ومايكل جاكسون، وسوبرمان، وسبونج بوب سكوير بانتس، وذهب مع الريح، ومارلين مونرو، ومايكل جوردان، وانديانا جونز، وشارع سيزام، وكاتش 22 على نشر المنتجات الأمريكية في جميع أنحاء العالم.
وتشتهر الولايات المتحدة أيضا بتبني عناصر من مختلف الثقافات الأخرى، مثل الغذاء (كالبيتزا، والهمبرغر، والهيباتشي)، وبرامج التلفزيون (مثل أمريكان آيدول، وباور رينجرز).

### الموضة
بصرف النظر عن الأعمال الفنية، تعتبر الملابس والأزياء في الولايات المتحدة الأمريكية انتقائية وغير رسمية. [بحاجة لمصدر] اشتهر الجينز الأزرق كملبس للعمل في الخمسينيات عن طريق التاجر ليفي شتراوس، وهو مهاجر ألماني يعيش في سان فرانسيسكو، وتبنى العديد من المراهقين الأمريكيين هذا النوع من الملابس في القرن التالى. ويلبسه الآن كل الناس من مختلف الأعمار والطبقات الاجتماعية في كل الولايات.[بحاجة لمصدر] إلى جانب الملابس غير الرسمية المنتشرة في الأسواق، يعتبر الجينز الأزرق جزء رئيسي من الثقافة الأمريكية ومساهما في الموضة العالمية. وكانت البلاد مقرا للعديد من المصممين اللامعين مثل رالف لورين، وكالفن كلاين، وأبركرومبي وفيتش، وإيروبوستال، والنسر الأمريكي، وهوليستير، وإيكو.
ومن أشهر الابداعات الأمريكية في الموضة القميص وقبعة البيسبول.

### المسرح
يعتمد المسرح في الولايات المتحدة الأمريكية على التقاليد الغربية، ومعظمها مستعار من أوروبا، وخصوصا بريطانيا. [بحاجة لمصدر] ويتداخل المسرح مع الأدب الأمريكي والسينما والتلفزيون، والموسيقى، ويمكن لقصة واحدة أن تظهر من خلال كل هذه الأشكال. وتتمتع العديد من المناطق ذات الموسيقي الجميلة بقوة المسرح والتقاليد الكوميدية. ويعد المسرح الموسيقي الأكثر شعبية وتنوعا. وعرفت الرقصات المتميزة على المسرح طريقها إلى شاشات السينما والتلفزيون. ويعتبر برودواي في مدينة نيويورك القمة التجارية للمسرح الأمريكي، فمنه تنتطلق جميع أنواع الفنون عبر البلاد. وتختلف التجربة المسرحية في نيويورك من خلال أوف برودواي وأوف أوف برودواي. ويجدر الإشارة إلى مدينة شيكاغو التي تفتخر بأكثر أنواع المسرح تنوعا وحيوية في البلاد. وتعد المسارح الإقليمية في الولايات المتحدة شركات محترفة تقع خارج مدينة نيويورك والتي تنتج مواسم خاصة بها. وتقدم المجتمعات الريفية الصغيرة أحيانا منتجات باهظة ترعب الجماهير.

### التلفزيون
ويعد التليفزيون واحدا من أهم وسائل الإعلام في الولايات المتحدة. حيث يمتلك 97% من المنازل الأمريكية ثلاثة أجهزة تلفاز على الأقل.[بحاجة لمصدر]
ويمكن القول بأن الولايات المتحدة والمملكة المتحدة هما منشأ شبكة التلفزيون الحديث.

### الموسيقى
يمكن الاستماع للموسيقي الأمريكية المعاصرة في كل أنحاء العالم، وذلك من خلال القناة الخامسة، وفي إتش وان. ومن أشهر الفنانين جيمي هندريكس، وتشاك بيري، والفيس بريسلي، وبوب ديلان، وبروس سبرنجزتين، وبيني غودمان، وفرانك سيناترا، وراندي نيومان، ومايلز ديفيس، وبي بي كينغ، وذا دورز، وذا رامونز.وتشمل الموسيقى الشعبية الأمريكية العديد من الأنماط الموسيقية التي نشأت في الولايات المتحدة، وهي لا تزال مشهورة حتى الآن. ومن أمثلة تلك الأنماط : موسيقى الروك، والسوينغ، والجاز، والبلوز، والكنتري، والآر والبي، والفانك، والهيب هوب، وغيرها.

### الأفلام
كما تحظى الأفلام الأمريكية والبرامج التلفزيونية أيضا بشعبية كبيرة ومنها حرب النجوم، والعراب، وقائمة شندلر، وتيتانيك، وذا ماتركس. وهناك العديد من الفنانين والفنانات الاميركيين مثل توم هانكس، وويل سميث، وجوليا روبرتس وبراد بيت، ومارلين مونرو، ومارلون براندو وروبرت دي نيرو، وليوناردو دي كابريو، وديزل واشنطن، وتوم كروز. [بحاجة لمصدر] ويطلق على الأفلام الأمريكية خارج الولايات المتحدة اسم هوليوود.

### الرقص
هناك أنواع كثيرة من الرقص في الولايات المتحدة، فهي موطن الليندي هوب والروك اندرول، والرقص الحديث (المرتبط بالولايات المتحدة الأمريكية - قامت 19 ولاية أمريكية بإعلان تلك الرقصة لتكون الرقصة الرسمية للولاية)، كما تعد واحدة من أهم مراكز الرقص الحديث. هناك العديد من الرقصات الشعبية والموسيقية أيضا التي ترتكز على التقاليد الأمريكية.